# Точка повернення (фільм, 1987)
Точка повернення — радянський двосерійний художній телефільм 1986 року, знятий за однойменною повістю Володимира Саніна на  Одеській кіностудії.

## Сюжет
За однойменною повістю Володимира Саніна. Літак здійснює вимушену посадку на одному з островів Арктики. Екіпаж і пасажири літака, опинившись у винятково складній обстановці, виходять переможцями в поєдинку з суворою стихією…

## У ролях
- Юрій Кузнецов — Ілля Матвійович Анісімов, льотчик першого класу, командир Іл-14
- Микола Кузьмін — Микола Олексійович Бєлухін, пасажир, колишній бортмеханік, помор
- Віра Титова — Анна Григорівна Бєлухіна, пасажирка
- Юрій Невгамонний — Михайло Іванович Зозуля, біолог, пасажир
- Юрій Прокоф'єв — Слава Солдатов, шофер, пасажир
- Анжеліка Неволіна — Ліза Горюнова, медсестра, пасажирка
- Олена Козлітіна — Зоя Василівна Невська, сестра Грицька, вчителька, пасажирка
- Анатолій Хостікоєв — Дмитро Кулебякін, бортмеханік
- Ігор Шавлак — Ігор Чистяков, відряджений, пасажир
- Андрій Соловей — Гриша, брат Невської
- Валерій Войтюк — Борис Сєдих, штурман
- Дмитро Наливайчук — Кислов, бортовий радист
- Олег Штефанко — Михайло Блинков, льотчик, командир Ан-2
- Афанасій Тришкин — Зубавін, начальник аеродрому
- Леонід Яновський — Юрій Вікторович Пашков, льотчик
- Ігор Єфімов — заступник начальника полярної експедиції з нафторозвідки
- Олександр Амелін — епізод
- Сергій Зінченко — епізод
- Олександр Казиміров — епізод
- Валерій Цикалов — епізод
- Ігор Коритнюк — епізод

## Знімальна група
- Режисер-постановник: В'ячеслав Колегаєв
- Сценаристи: Володимир Санін, В'ячеслав Колегаєв
- Оператор-постановник: Володимир Дмитрієвський
- Художник-постановник: Лариса Токарєва
- Композитор: Ілля Катаєв
- Звукооператор: Ганна Подлєсна
- Режисер: Н. Попова
- Оператор: І. Красовський
- Художник по костюмах: Г. Уварова
- Художники по гриму: Павло Орленко, Григорій Волошин
- Режисери монтажу: Ірина Кондогеоргі, О. Федоренко
- Комбіновані зйомки: оператор — А. Сидоров, художник — Г. Відякін
- Редактор: Олег Хомяков
- Музичний редактор: Олена Вітухіна
- Директор картини: Вольдемар Дмитрієв